# アルテラ
アルテラ（Altera Corporation、NASDAQ: ALTR）はかつて存在したアメリカのプログラマブルロジックデバイスの代表的企業。2015年にインテルのFPGA部門となった。
買収前のアルテラ社の創立は1983年で本社はカリフォルニア州サンノゼにあった。日本法人は日本アルテラ株式会社であった。

## 概要
SigneticsやMMIに続くプログラマブルロジックのパイオニア的企業の一つであった。システムオンプログラマブルチップを可能にするべく、様々な技術を開発。中にはチップ中にメモリやマイクロプロセッサ、トランシーバを埋め込んだものも存在する。
経営能力に優れた企業としても知られていた。130nmと90nmプロセスの製品群での成功がよい事例となっている。また、デバイス性能としても消費電力や動作速度が群を抜いている。
半導体ベンダーだが、自社では研究開発・設計と販売を行い、製造はTaiwan Semiconductor Manufacturing Corporation（TSMC）等に任せていた（これはインテル買収後も変わらない）。
ライバル企業にはザイリンクス、ラティス、アクテル、クイックロジック、アトメルなどがある。
2015年6月、インテルが167億ドルで買収することで合意したと発表。12月に買収手続きを完了し、以後はインテルのFPGA部門として活動していた。
2024年2月29日（米国時間）、インテルがFPGAを扱う新会社として「Altera」を設立することを正式発表した。

## 主な製品（買収前）

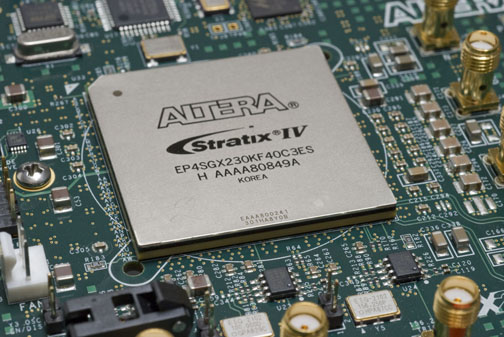
Altera Stratix IV GX FPGA

- FPGA
  - Stratix - ハイエンド
    - Stratix V
    - Stratix IV
    - Stratix III
    - Stratix II GX
    - Stratix II
    - Stratix GX
    - Stratix

  - Arria - ミッドレンジ
    - Arria V
    - Arria II GZ
    - Arria II GX
    - Arria GX

  - Cyclone - 低コスト
    - Cyclone V
    - Cyclone IV
    - Cyclone III
    - Cyclone II
    - Cyclone
- CPLD
  - MAX
    - MAX V
    - MAX IIZ
    - MAX II
    - MAX 3000A
    - MAX 7000S
- ASIC
  - HardCopy
    - HardCopy V
    - HardCopy IV
    - HardCopy III
    - HardCopy II
    - HardCopy Stratix
    - HardCopy APEX
- AHDL - ハードウェア記述言語
- Nios II - ソフトプロセッサ